# Michaela Blyde
Michaela Blyde, född 29 december 1995, är en nyzeeländsk rugbyspelare. Hon ingick i det nyzeeländska lag som tog guld i sjumannarugby vid OS 2024 i Paris.